# Burg Geyen
Die Burg Geyen (auch Geyener Junkerburg oder Geyener Wasserburg) ist eine ehemalige Wasserburg im Pulheimer Stadtteil Geyen, die seit dem 14. Jahrhundert besteht. Sie liegt am nördlichen Ortsausgang Geyens Richtung Pulheim.

## Beschreibung
Die Geyener Wasserburg ist eine annähernd quadratische Anlage. Die Anordnung der Gebäude spiegelt ihre alte Funktion als Zollhof an der Grenze der kurkölnischen und jülicher Territorien wider. An der nördlichen und westlichen Ecke des Hofes befinden sich ein runder und ein rechteckiger Turm. Der Innenhof ist nur über eine Steinbrücke an der Nordseite erreichbar, da die Burg früher auf allen vier Seiten von Wassergräben umgeben war, die der Pulheimer Bach speiste. Es sind auch noch die Schlitze für die Ketten einer früheren Zugbrücke erkennbar.
Bis auf einen Fachwerkbau sind alle Gebäude aus Ziegelstein.

## Geschichte
Seit 1337 ist hier ein Rittergut aus einer urkundlichen Erwähnung bekannt. Dieses Gut ist der Vorläufer der heutigen Junkerburg und fungierte als Zollhof an der jülisch-kölnischen Grenze. Als der alte Tollhof oder Canishof 1443 vom Besitzer Johann von Canis an das Kölner Patriziergeschlecht von Judde verkauft wurde, rissen diese ihn ab und errichteten die heutige Junkerburg.
Nach einem Brand 1664 wurde die Burg aus Ziegelsteinen im barocken Stil neu errichtet. Dieser Bau hat sich bis heute erhalten.
Nach den von Juddes waren die Herren von Frentz und von Graß (aus Fliesteden) Eigentümer der Burg. Ab 1784, als der Hof wieder an einen Herrn von  Frentz ging, wurde er von einem Halfen bewirtschaftet. 1855 verkaufte der letzte adelige Besitzer das Gut; heute ist es in bürgerlichem Besitz.